# Comuna Audru
Audru este o comună (vald) din Comitatul Pärnu, Estonia. Cuprinde 26 localități (25 sate și 1 târgușor). Reședința comunei este târgușorul (centru urban) Audru.